# Куден
Ку́ден (нем. Kuden) — община в Германии, в земле Шлезвиг-Гольштейн.
Входит в состав района Дитмаршен. Подчиняется управлению КЛьГ Бург-Зюдерхаштедт. Население составляет 652 человека (на 31 декабря 2010 года). Занимает площадь 11,36 км².